# 唐孝本
唐孝本，中國清朝官員，本籍中國江蘇武進縣（今屬常州市）人。
唐孝本為舉人出身，曾任福建晉江知縣。雍正七年（1729年）接替張廷琰，擔任臺灣府臺灣縣知縣。